# Spencer Dickinson
Spencer Dickinson fue un grupo musical formado por Jon Spencer y los hermanos Luther y Cody Dickinson en 2001.
Spencer Dickinson nació y murió como lo que fue: un simple proyecto puntual de colaboración entre los tres músicos estadounidenses. Jon Spencer se encontraba entonces con la Blues Explosion en parada técnica, pero se encontraba de nuevo al frente, junto a su mujer Cristina Martinez, de Boss Hog, su proyecto paralelo, con quienes acabada de editar el exitoso Whiteout.
Los hermanos Dickinson, por su parte, se encontraban en plena efervescencia. Los North Mississippi Allstars, su banda señera, acababa de editar 51 Phantom y, avanzado el año 2001 formaron The Word un grupo de gospel (paradójicamente instrumental) entre los propios Allstars en colaboración con John Medeski y el guitarrista de pedal steel Robert Randolph.
Los tres músicos se encontraron en una jam en el Zebra Ranch de Misisipi, el estudio de grabación propiedad del padre de Luther y Cody Jim Dickinson (productor y colaborador de, entre otros, Rolling Stones, Screamin' Jay Hawkins, Big Star, The Replacements o Jason & The Scorchers), quien ejerció de productor, técnico de sonido y tocó el piano en algunos temas. Por las sesiones aparecieron también Jerry Teel (armónica) y Bill Emons, que colaboraron en un par de temas.
Como resultado de dichas sesiones apareció un álbum titulado Spencer Dickinson (2001) editado en el sello japonés Toy's Factory (quienes habían editado en Japón buena parte de la discografía de Jon Spencer Blues Explosion). El trabajo era un punk blues cercano a los trabajos de la Blues Explosion, pero se encontraba más cerca del blues que estos y la forma de Spencer de cantar era más contenida, según Mark Deming, de Allmusic, gracias al bnuen hacer de los hermanos Dickinson. Otros críticos han visto a Spencer con la misma actitud que con JSBX. El propio Spencer reconoció en una entrevista que el trabajo terminó siendo más mainstream de lo que a él le hubiese gustado, debido a que él y los Dickinson venían de culturas musicales diferentes y tenían diferentes formas de entender el sonido.

El álbum no se editó en Estadios Unidos hasta 2006, fecha en la que apareció renombrado como The Man Who Lives For Love, que contenía los temas originales de Spencer Dickinson más siete canciones adicionales. Mark Deming escribió que la decisión de aumentar el «sólido» material inicial «no resultó prudente». Con motivo de la reedición, Spencer Dickinson ofrecieron algún concierto como teloneros de North Misisipi Allstars.

## Discografía
- Spencer Dickinson (Toy's Factory, 2001, TFCK-87263)
- The Man Who Lives For Love (Yep Roc Records, 2006, YEP 2078)